# Comtat de Benjumea
El comtat de Benjumea és un títol nobiliari espanyol creat per Francisco Franco el 18 de juliol de 1951 a favor de Joaquín Benjumea Burín, enginyer de mines i polític. El seu nom es refereix al mateix cognom del beneficiat.

## Comtes de Benjumea
|                                      | Titular                              | Període                              |
| Creació per oart de Francisco Franco | Creació per oart de Francisco Franco | Creació per oart de Francisco Franco |
| ------------------------------------ | ------------------------------------ | ------------------------------------ |
| I                                    | Joaquín Benjumea Burín               | 1951-1963                            |
| II                                   | Diego Benjumea Medina                | 1963-1996                            |
| III                                  | Alfonso Benjumea Medina              | 1996-2004                            |
| IV                                   | Joaquín Benjumea Alarcón             | 2004-actualitat                      |